# Въстание на комитопулите
Въстанието на комитопулите е движението срещу Византия, което се заражда в периода 969 – 976 г. в югозападните предели на Първото българско царство под ръководството на братята Давид, Мойсей, Арон и Самуил. Въстанието е предизвикано от руското нашествие по Долен Дунав и завладяването на Източна България от византийците (968 – 971 г.) и набира сили след смъртта на византийския император Йоан I Цимисхий (976 г.). То дава тласък за възхода на цар Самуил и десетилетните му войни с наследника на Цимисхий, Василий II.
От XIX век до днес продължават дискусиите между някои историци за характера на въстанието и на държавата, управлявана от Самуил. В днешно време е широко застъпено (включително и в България) схващането за управлението на Самуил като пряко продължение на Първата българска държава. В Северна Македония, в съответствие с господстващата доктрина, се приема, че комитопулите дават начало на средновековно македонско царство с небългарски характер.

## Предистория и поява на комитопулите
В края на царуването на Петър I североизточните български земи са нападнати от киевския княз Светослав. Цар Петър умира на 30 януари 969 г. и оставя България без владетел, тъй като синовете му, Борис и Роман, се намират в Константинопол по силата на по-ранно споразумение с Византия. В този период на междуцарствие изпъкват синовете на комит Никола (т. нар. „комитопули“) Давид, Мойсей, Арон и Самуил, които, по думите на византийския хронист Йоан Скилица, „замисляли въстание и внасяли смут в българската държава“. Византийското правителство реагира на тези брожения, като позволява на Борис и брат му да се завърнат в страната си. Новият цар Борис II не успява да се противопостави на Светослав и приема ролята на подчинен съюзник на русите. През 970 г. руско-български войски нападат византийските владения в Тракия и предизвикват император Йоан Цимисхий да предприеме контранастъпление през Стара планина. През април 971 г. българската столица Велики Преслав е превзета, а няколко месеца по-късно русите са изтласкани от Подунавието, което е превърнато във византийска провинция. Плененият Борис II е отведен (заедно с Роман) в Константинопол и принуден да се откаже от царската корона
Особеният стил на основния източник за събитията, Йоан Скилица, не позволява еднозначно тълкуване на разказа му. Затова част от историците подлагат на съмнение както твърдението, че синовете на цар Петър I са заложници в Константинопол преди 971 г., така и че появата на комитопулите се отнася към 969 г. Съгласно с този възглед Самуил и братята му се издигат едва през 976 г.

## Въстанието през 976 г. и неговите последици
Югозападните предели на българската държава остават извън обсега на руските нашествия и византийските завоевания. Въпреки това, след превземането на Преслав и развенчаването на българския владетел византийските управници приемат, че на българското царство е сложен край. Затова през 976 г., когато от областта около Охрид и Преспа (където се пресичат границите на днешни Северна Македония, Албания и Гърция) започва борба срещу византийското господство, в Константинопол това се възприема като „метеж“ (на гръцки: άποστασία) срещу законната власт на василевса.
Начело на въстанието са комитопулите Давид, Мойсей, Арон и Самуил. За резултатите от тяхното движение през 969 г. са изказани различни предположения, някои от които твърде противоречиви, поради оскъдността на историческите извори (вж. по-долу). Допуска се, че още от 969/971 г. синовете на комит Никола установяват своеобразно четиривластие в част от Западна България. Предположението, че те разделят подвластните си земи и управляват отделни области, е спорно, също както и тезата, че след падането на Преслав са признали формално властта на византийския император.
Комитопулите се възползват от смъртта на император Йоан Цимисхий (януари 976 г.) и последвалите я междуособици във Византия. Докато младият византийски император Василий II е зает с война в Мала Азия срещу претендента Варда Склир, българите опустошават голяма част от балканските му владения, в т. ч. Тракия, околностите на Солун, Тесалия и Пелопонес. Комитопулите възстановяват българските държавни институции. След падането на Преслав и Дръстър под византийска власт българската патриаршия се премества в Сердика, по-късно във Воден и накрая в Охрид. След бягството си от Византия, към 978/979 г. Петровият син Роман е провъзгласен за цар. Смята се, че към този момент двамата по-стари комитопули са вече мъртви. Давид е убит още в началото на въстанието при нападение на власи южно от Преспа, а Мойсей загива при опит да превземе Сяр. Арон и Самуил запазват водещото си положение в страната при царуването на Роман.
Въстанието на комитопулите води до продължителни войни с Византия, чието начало е сложено с успешната българска обсада на Лариса. Първоначалните успехи на Самуил и братята му водят до първия от многобройните походи на Василий II срещу българите, който завършва с провал за византийците в битката при Траянови врата през 986 г.

## Спорове относно същността на държавата на комитопулите
Въпросът за характера на въстанието и предхождащите го събития е обект на научни дискусии, започнали още през XIX век. Една от първите теории е издигната от българския историк Марин Дринов, а по-късно развита и видоизменена от изследователи като Иречек и Златарски. Тя гласи, че бунтът на Самуил и братята му е започнал още през 963 или 969 г. и е бил насочен срещу централната власт в Преслав. Застъпниците на тази теория вярват, че вследствие от действията на комитопулите се е обособила Западна българска държава. В началото на ХХ век със сръбската експанзия в Македония, сръбският учен Божидар Прокич изразява схващането, че въпросната държава всъщност не е била българска, а славянска, т.е. македонско-сръбска. От този извод се развива теория за нейна славяно-македонска същност и че населението ѝ е било народ, различен от българите. Тази теория е възприета в Югославия още между двете световни войни, а по-късно е продължена и интерпретирана в духа на македонизма в Северна Македония.
Според историографията в Северна Македония от по-ново време въстанието на комитопулите през 969 г. е резултат от и доказателство за съществуването на отделен македонски народ през средновековието, който е искал да се освободи от българско господство. Водещи български историци, а също и руски и американски учени, отхвърлят това схващане. За тях областта Македония, наред с Мизия и Тракия, е „териториалното ядро“ на българската славянска народност, чието изграждане завършва към началото на X век, и следователно Самуиловата държава е държава на българите. В по-нови исторически трудове се отхвърля и схващането за „Западна българска държава“ като остаряло и невярно.
Западноевропейската и руската медиевистика, независимо от някои нюанси, разглеждат движението и държавата на комитопулите като български. Понякога споровете около произхода на комитопулите се отбелязват, а понякога се оценяват като второстепенни или научно неиздържани. Все пак дискусиите между историците оставят отпечатък в издания като „Большая советская энциклопедия“, където има статия със заглавие „Западно-Болгарское царство“, и енциклопедия „Британика“, където пише за Самуил, че е „tsar of Western Bulgaria, or Macedonia“ („цар на Западна България, или Македония“).

## Цитирана литература
Препратките към интернет-страници извън Уикипедия са активни на 7 декември 2007 г.
- Пириватрич, С., Самуиловата държава. Обхват и характер, Изд. „АГАТА-А“, София 2000, ISBN 954-540-020-X
- Златарски, В., История на българската държава през средните векове, Том I. История на Първото българско царство. Част II. От славянизацията на държавата до падането на Първото царство (852 – 1018), I изд. София 1927; II изд., Наука и изкуство, София 1971, под ред. на Петър Хр. Петров (посетен на 7.1.2008)
- Божилов И., Гюзелев В., История на средновековна България VII-XIV в., Анубис, София, 1999, ISBN 954-426-204-0
- Николов, Г., Централизъм и регионализъм в ранносредновековна България (края на VII – началото на XI в.), Академично издателство „Марин Дринов“, София 2005, ISBN 954-430-787-7
- Мутафчиев, П., Мутафчиева В., История на българския народ. От наченките на човешкия живот по нашите земи до българското Възраждане, Акад. изд. „Проф. Марин Дринов“, София 1995, ISBN 954-430-307-3
- Панов, Б., За етногенезата на македонскиот народ, в: „Гласник на институтот за национална историја“, XVI/3, 1972
- Апостолски, М. (ред.), 1000 години од востанието на Комитопулите и создаването на Самуиловата држва – зборник на материјали од научна средба одржана во Преспа од 10 до 15 октомври 1969 година, Институт за национална историја, Скопје, 1971
- Андреев, Й., Лазаров, Ив., Павлов, Пл., Кой кой е в Средновековна България, Изд. „Просвета“, София 1995, ISBN 954-01-0476-9
- Подбрани извори за българската история, Том II: Българските държави и българите през Средновековието, Изд. „ТАНГРА ТанНакРа ИК“, София 2004, ISBN 954-9942-40-6
- Божилов, Ив., България в епохата на цар Самуил, сп. „Исторически преглед“, 1999, кн. 5 – 6, с. 190 – 203
- Микулчиќ, Иван. Средновековни градови и тврдини во Македонија.   Скопје, Македонска академија на науките и уметностите, 1996.
- Ćorović, Vl., Istorija srpskog naroda Архив на оригинала от 2007-08-04 в Wayback Machine., Internet Izdanje, Beograd 2001 (посетен на 7.1.2008)